# Billy Hainey
William Hainey, meglio conosciuto con il soprannome Billy (Paisley, 16 giugno 1939), è un ex calciatore scozzese, di ruolo attaccante.

## Carriera
Dopo aver giocato nel Johnstone Burgh, nel 1961 viene ingaggiato dal Partick Thistle, con cui gioca nella massima serie scozzese per cinque stagioni, ottenendo come miglior piazzamento il terzo posto nella Scottish Division One 1962-1963.
Nel marzo 1966 passa per £8000 al Dundee Utd, con cui gioca sino al 1968.
Con gli Arabs partecipò alla Coppa delle Fiere 1966-1967, ove eliminò nei sedicesimi di finale i campioni in carica del Barcellona, prima squadra scozzese a vincere in una trasferta in Spagna, ma venendo eliminato nel turno successivo dagli italiani della Juventus.
Messo fuori rosa a partire dall'ottobre 1967, fu svincolato nell'aprile dell'anno seguente.
Venne inserito nel famedio del club nel 2010.
Nell'estate 1967 con gli scozzesi disputò il campionato nordamericano organizzato dalla United Soccer Association: accadde infatti che tale campionato fu disputato da formazioni europee e sudamericane per conto delle franchigie ufficialmente iscritte al campionato, che per ragioni di tempo non avevano potuto allestire le proprie squadre. Il Dundee United rappresentò il Dallas Tornado, che concluse la Western Division al sesto ed ultimo posto.
Nella stagione 1968-1969 passa al St. Mirren, con cui ottiene l'undicesimo posto nella Scottish Division One.
Chiude la carriera con gli nordirlandesi del Portadown.